# Veľký Šturec
Velký Šturec je sedlo v hlavním hřebeni Velké Fatry v nadmořské výšce 1010 m mezi Křížnou a Zvolenem. Odděluje dva podcelky Velké Fatry: Zvolen na východě a Hôľnou Fatrou na západě.

## Doprava
Sedlem vede horská silnice v minulosti spojující Liptov s Pohroním. Zároveň spojuje Revúckou dolinu (povodí Váhu) se Starohorskou dolinou (povodí Hronu).
Dnes je doprava odkloněna na Donovaly. Silnice překonává mnoha ostrými serpentinami značný výškový rozdíl a spojuje obec Liptovské Revúce s Motyčkami. Přejezd v zimě je spojen se značným rizikem a vozovka je v zimě neudržovaná.

## Turismus
Přes sedlo prochází  značená turistická trasa, součást Cesty hrdinů SNP (E8) mezi Zvolenem a Křížnou.